# Praealticus striatus
Praealticus striatus är en fiskart som beskrevs av Hans Bath 1992. Praealticus striatus ingår i släktet Praealticus och familjen Blenniidae. Inga underarter finns listade i Catalogue of Life.